# 鹽尻市
鹽尻市（日语：／ Shiojiri shi */?）是日本長野縣中信地方的城市。因鹽尻市地處松本盆地的南端，接近長野縣的地理正中心，因此成為縣內第一的交通要衝。

## 地理
當地為沖積扇地形，東西向約長18km、南北向約長38km、面積約為290.18km²。鹽尻峠、善知鳥峠、鳥居峠一線為太平洋側河川、日本海側河川的分水嶺。
河川：奈良井川、田川、小野川

## 歷史
因長野縣不靠海且不產鹽，所以過去會有來自日本海沿岸的鹽商來此進行交易。當商人繞經各地行商後，到這地區附近時已經差不多把鹽賣完了，據說便是因此被稱為「鹽尻」。也有來自太平洋側與來自日本海側的鹽在這一帶合流，所以是鹽之道的終點，也就是「鹽尻」的說法。小縣郡鹽尻村(現為上田市)就是因此得名。目前尚無確定的說法，在鹽尻市的網頁中舉了三大類的由來，除了上述兩個有關食鹽來源這一類的說法外，還有與上杉氏運送鹽給武田氏的義鹽傳說有關的說法以及與地質、地形有關的說法。。

## 交通
境內有東日本旅客鐵道的篠之井線與中央本線東線，以及東海旅客鐵道的中央本線西線通過。
- 中央本線(東線) : 綠湖站 - 鹽尻站

- 篠之井線 : 廣丘站 - 鹽尻站

- 中央本線(西線) : 鹽尻站 - 洗馬站 - 日出鹽站 - 贄川站 - 木曾平澤站 - 奈良井站